# Lego Star Wars : Les Aventures des Freemaker
Lego Star Wars : Les Aventures des Freemaker (Lego Star Wars: The Freemaker Adventures) est une série d'animation en 3D américaine en 26 épisodes de 22 minutes, créée par Bill Motz et Bob Roth et diffusée entre le 20 juin 2016 et le 16 août 2017 sur Disney XD.
Située entre L'Empire contre-attaque et Le Retour du Jedi de la saga Star Wars, la série se déroule dans l'univers Lego et décrit une famille de ferrailleurs nommée les Freemaker. Le quotidien de celle-ci change quand Rowan, le plus jeune frère, découvre qu'il a un lien naturel avec la Force à travers un ancien artefact.
En France, la série est diffusée à partir du 4 septembre 2016, également sur Disney XD. Par la suite, la première saison est diffusée en clair dès le 26 décembre 2016 sur France 3 dans l'émission Ludo, tandis que la deuxième bascule sur France 4 dès le 8 mai 2018, également dans Ludo.

## Synopsis
Les Freemaker, une famille composée de deux frères et une sœur (le jeune garçon Rowan, son frère Zander et leur sœur Kordi), récupèrent des pièces de vaisseaux détruits ou endommagés afin d'en construire de nouveaux qu'ils vendent pour gagner leur vie dans leur magasin à bord d'une station spatiale. Ils sont accompagnés de 5 sur 5, un droïde de combat reprogrammé.
La famille se retrouve rapidement mêlée dans la guerre civile entre l'Empire galactique et l'Alliance rebelle lorsque Rowan découvre une partie d'un ancien artefact connu sous le nom de sabre Kyber. Il prend alors conscience de sa propre connexion avec la Force et rencontre une présumée Jedi, nommée Naare, avant de se lancer dans un voyage avec sa famille afin de reconstituer le sabre Kyber.

## Fiche technique
- Titre original : Lego Star Wars: The Freemaker Adventures
- Titre français : Lego Star Wars : Les Aventures des Freemaker
- Création : Bill Motz et Bob Roth
- Réalisation : Michael Hegner, Frederik Budolph-Larsen, Martin Skov et Per Risager
- Scénario : Bill Motz, Bob Roth, John Behnke, Russ Carney, Ron Corcillo et David Shayne
- Direction artistique : Mads Tuxen
- Montage : Kristian Håskjold et Henrik Bech
- Musique : Michael Kramer, John Williams (thèmes originaux)
- Casting : Lindsay Halper
- Production : Carrie Beck, Jake Blais, Jason Cosler, Irene Sparre et John McCormack
  - Production associée : Josh Rimes
  - Production déléguée : Torsten Jacobsen, Jill Wilfert, Erik Wilstrup, Bill Motz et Bob Roth
  - Production exécutive : Therese Sachse, Antti Haikala, Frederik Fusager
  - Coproduction : Jacqueline Lopez et Vicky Kjær Jensen
- Sociétés de production : Lucasfilm, The Lego Group et Wil Film
- Société de distribution : Disney-ABC Domestic Television
- Pays d'origine :  États-Unis
- Langue originale : anglais
- Genre : science-fiction
- Durée : 22 minutes

## Distribution
- Nicolas Cantu (VFB : Hugo Gonzalez) : Rowan Freemaker
- Eugene Byrd (VFB : Marc Weiss) : Zander Freemaker
- Vanessa Lengies (VFB : Mélissa Windal) : Kordi Freemaker
- Matthew Wood (VFB : Alessandro Bevilacqua) : R0-GR « Roger »
- Matt Sloan (en) (VFB : Philippe Catoire) : Dark Vador
- Trevor Devall (VF : Georges Claisse) : empereur Palpatine / Dark Sidious
- Grey DeLisle (VFB : Sophie Landresse) : Naare
- Dana Snyder (en) (VFB : Benoît Van Dorslaer) : Graballa
- Corey Burton : Quarrie
- James Urbaniak : M-OC
- Jeff Bennett (VFB : Philippe Tasquin) : lieutenant Plumestriker
- James Patrick Stuart (VFB : Thierry Janssen) : Dengar
- Yvette Nicole Brown : lieutenant Valeria
- John DiMaggio (VFB : Jean-François Rossion) : Baash
- Danny Jacobs (VFB : Arnaud Van Parys) : Raam
- Richard Kind (VFB : Bruno Georis) : général Durpin
- Thomas Lennon (VFB : Bruno Mullenaerts) : Wick Cooper
- Greg Baldwin (VFB : Michel Hinderyckx) : Furlac
- Trevor Devall (VF : Patrick Raynal) : amiral Ackbar
- Vanessa Marshall (VFB : Carole Baillien) : Hera Syndulla
- Eric Bauza (VFB : Alexandre Crépet) : Luke Skywalker
- Billy Dee Williams (VFB : Philippe Allard) : Lando Calrissian
- Jim Cummings (VF : Patrick Béthune) : Hondo Ohnaka
- Brian Dobson (en) (VFB : Erwin Grünspan) : Jek

- Version française :
  - Société de doublage : Dubbing Brothers
  - Direction artistique : Aurélien Ringelheim
  - Adaptation des dialogues : Michel Berdah

## Production
Le 11 février 2016, Lucasfilm annonce une nouvelle série, nommée Lego Star Wars: The Freemaker Adventures, située entre L'Empire contre-attaque et Le Retour du Jedi, qui sera diffusée sur Disney XD dès l'été 2016, produite par Lucasfilm, The Lego Group et Wil Film,,. « Nous nous lançons dans une collaboration sans précédent qui nous permet d'étendre l'expérience narrative de la saga Star Wars avec le même état d'esprit qui a toujours rendu les Lego Star Wars si amusants à regarder », déclare Carrie Beck, vice-présidente du département animation chez Lucasfilm et productrice de la série. Le 28 avril 2016, il est annoncé que la série débutera le 20 juin 2016.
Les créateurs de la série, Bill Motz et Bob Roth, choisissent de raconter la série dans ce point de la chronologie Star Wars en raison de l'accès que celui-ci donne à l'ensemble des personnages principaux tout en permettant d'intégrer des personnages des films. « Lorsque nous avons intégré le projet, ils nous ont juste dits qu'ils voulaient une série Lego Star Wars et qu'elle devait se dérouler durant la trilogie originale », révèle Motz. Néanmoins, les créateurs tiennent à intégrer l'univers de la prélogie afin d'être cohérent avec la présence du droïde de combat Roger. Durant la série, aucun temps n'est pris pour expliquer la trame de fond des liens entre la fratrie. Selon la production, leurs parents sont morts d'une manière très ordinaire. Pour la conception de la famille, la production choisit que celle-ci adopte un look ethnique mixte. Les personnages ont ainsi une couleur de peau qui est connue sous le nom de nougat dans le monde de Lego.
Pour l'équipe de production, Les Aventures des Freemaker possède des moments comiques mais également un ton un peu plus sérieux et moins parodique que la plupart des projets antérieurs Lego de la franchise. Le 3 avril 2017, Disney XD annonce le renouvellement de la série pour une deuxième saison,.

## Épisodes

### Première saison (2016)
Elle a été diffusée du 20 juin au 29 août 2016.
1. La Découverte d'un héros (A Hero Discovered)
2. Les Mines des Graballa (The Mines of Graballa)
3. La Balade de Zander (Zander's Joyride)
4. Le Trésor perdu de la Cité des Nuages (The Lost Treasure of Cloud City)
5. Péril sur Kashyyyk (Peril on Kashyyyk)
6. Rencontres déterminantes (Crossing Paths)
7. Course sur Tatooine (Race on Tatooine)
8. L'Épreuve (The Test)
9. La Chasse aux cristaux du Sabre Kyber (The Kyber Saber Crystal Chase)
10. Le Grand concepteur de Zoh (The Maker of Zoh)
11. Épreuve de force sur Hoth (Showdown on Hoth)
12. Le Duel du destin (Duel of Destiny)
13. Le Retour du Sabre Kyber (Return of the Kyber Saber)

### Courts métrages (2017)
Cinq courts métrages, qui comblent l'écart entre la première saison et la deuxième, ont été diffusés le 4 mai 2017 à l'occasion du Star Wars Day. Ils furent rassemblés pour devenir le premier épisode de la deuxième saison intitulé Les Nouveaux rebelles.
1. Membres de la rébellion (Home One)
2. Au cœur de la bataille (Thrown Into Battle)
3. L'Aventure secrète de Rowan (Rowan's Secret Adventure)
4. Le Plus Grand des astropilotes (Zander Freemaker: Superstar Pilot Guy)
5. La Grippe Gamoréenne (Beware the Gamorrean Flu)

### Deuxième saison (2017)
Après la diffusion des courts métrages, la saison débute le 17 juin 2017 avec la diffusion des deux premiers épisodes. Par la suite, elle reprend le 31 juillet et se termine le 16 août 2017,.
1. Les Nouveaux rebelles (A New Home)
2. Un nouvel agent (Trouble on Tibalt)
3. Une source d'inspiration (The Tower of Alistan Nor)
4. La Lame d'acier moiré (The Embersteel Blade)
5. Tempêtes d'acide (The Storms of Taul)
6. Graballa contre-attaque (Return to the Wheel)
7. Les Cristaux perdus de Qualydon (The Lost Crystals of Qalydon)
8. L'Abîme et le sommet (The Pit and the Pinnacle)
9. L'Envol de l'Arrowhead (Flight of the Arrowhead)
10. Le Face à face (A Perilous Rescue)
11. Face à l'Empire (Escape from Coruscant)
12. Chute libre (Free Fall)
13. Le Retour du retour du Jedi (Return of the Return of the Jedi)

## Personnages

### Principaux
- Kordi Freemaker : vive d'esprit, elle gère l'entreprise familiale et maintient l'équilibre de la famille[7].
- Zander Freemaker : frère le plus âgé de la famille Freemaker, Zander est un pilote d'élite et un mécanicien qualifié qui a une passion pour les vaisseaux spatiaux[7].
- Rowan Freemaker : âgé de douze ans et sensible à la Force, il est courageux et a toujours envie de vivre de nouvelles aventures[7].
- R0-GR « Roger » (5/5 « Cinq sur cinq » en VF) : un droïde de combat rénové de la guerre des clones puis reprogrammé et adopté par la famille Freemaker[7].

### Récurrents

#### L'Empire
- Palpatine : Seigneur Sith et Empereur de la galaxie. Il est le maître de Dark Vador.
- Dark Vador : Seigneur Sith.
- Général Torpin : Il s'agit d'un haut officier impérial qui ne cherche qu'une seule chose, une affectation tranquille (au grand dam de son adjoint), et ce afin d'éviter qu'un échec ne mène à son exécution. Malheureusement pour lui, il se retrouve mêlé malgré lui aux péripéties de la famille Freemaker.
- Lieutenant Plumstriker : Il s'agit de l'adjoint du Général Torpin. Il souhaite faire un coup d'éclat afin que lui et son supérieur reçoivent une promotion (au grand dam du Général), mais n'arrive jamais à ses fins bien que lui et son supérieur se retrouvent mêlés aux péripéties des Freemaker.
- M-OC : droïde créé par l'Empereur dans le but spécifique de traquer et capturer Rowan Freemaker. Il est programmé pour s'adapter et apprendre, se procurant par exemple ses propres sabres laser.
- Naare : agent du Côté Obscur au service de Palpatine, elle aura pour mission de reconstituer et récupérer le Sabre Kyber (constitué de Cristaux Kyber) et infiltrera pour ce faire la famille Freemaker, formant par la même occasion Rowan aux voies de la Force.

#### Hutts
- Graballa : cousin de Jabba le Hutt, Graballa est le vilain petit canard de la famille Hutt. À la découverte des Cristaux Kyber, il cherchera à les réunir afin d'en tirer un bon prix.

#### Alliance Rebelle
- Quarrie : Mon Calamari âgé, il est un constructeur de vaisseaux expérimenté et un mécanicien au sein de l'Alliance Rebelle. Il est notamment le créateur du B-Wing dans Star Wars Rebels. Il prendra Rowan Freemaker comme apprenti.
- Amiral Ackbar : Amiral Mon Calamari, il commande le Home One, le vaisseau amiral de la flotte rebelle. Il le dirige pendant la bataille d'Endor.
- Lieutenant Valéria : Leader de l'escadron Blue. Elle aidera les Freemaker à achever la construction du Arrowhead.

## Produits dérivés
En juin 2016, deux packs Lego pour la collection Lego Star Wars sont commercialisés. Le premier, numéroté 75145-1, rassemble Naare et son vaisseau, l'Eclipse, ainsi que le chasseur de primes Dengar et son speeder. Le second, numéroté 75147-1, regroupe le vaisseau de la famille Freemaker, le StarScavenger, et les quatre personnages principaux.
Le 26 juillet 2016, un contenu téléchargeable, centré sur la série, sort pour le jeu vidéo Lego Star Wars : Le Réveil de la Force. Le contenu rassemble la famille Freemaker, le droïde Roger, Naare, leurs rivaux Raam, Baash et Graballa, et les vaisseaux Eclipse et StarScavenger.
Aux États-Unis, l'intégrale de la première saison, accompagnée de six aimantins, est sortie le 6 décembre 2016 en DVD et disque Blu-ray. Chaque coffret contient des bonus, dont des clips, les coulisses de la série et des interviews, rassemblés sous le titre Les Aventures des Freemaker : rencontrez la famille Freemaker (The Freemaker Adventures: Meet the Freemaker Family), et Freemaker : occasions et réparations (Freemaker Salvage And Repair) qui permet d'explorer la boutique de la famille Freemaker. En France, seul le coffret DVD est sorti le 1er février 2017.
La deuxième saison est sortie uniquement en DVD le 13 mars 2017 aux États-Unis. Celle-ci contient les treize épisodes de la saison et un badge sous forme Lego de Dark Vador.

## Distinctions
En 2017, lors de la 44e cérémonie cérémonie des Creative Arts Emmy Awards (en), Les Aventures des Freemaker est nommé dans quatre catégories : meilleur programme d'animation pour enfant, meilleur casting pour une série d'animation ou special, meilleure composition et direction musicale, et meilleur montage sonore. L'année suivante, le compositeur Michael Kramer est nommé dans la catégorie de la meilleure musique pour une série d'animation, pour l'épisode Un nouvel agent, lors de la 45e cérémonie cérémonie des Annie Awards (en). Le montage sonore est, quant à lui, à nouveau nommé lors de la 45e cérémonie cérémonie des Creative Arts Emmy Awards (en).